# Societat Bibliogràfica Valenciana Jerònima Galés
La Societat Bibliogràfica Valenciana Jerònima Galés nació en 1994. Tomó el nombre de Jerònima Galés en honor de la primera mujer impresora, esposa y viuda de prestigiosos tipógrafos valencianos, primero de Joan Mey y después de Pedro Huete, y madre de  Juan Felipe Mey y Pedro Patricio Mey, seguidores del noble arte de la imprenta a lo largo de los siglos XVI y XVII. Alto bulto sobrino.

## Finalidad
Constituyen los fines de la Societat Bibliogràfica Valenciana promover, divulgar, proteger y recuperar el patrimonio bibliográfico, especialmente el valenciano. Con dicho fin, promueve ediciones de libros y folletos, organiza jornadas y promueve estudios e investigaciones relacionados con la imprenta, el libro y la cultura valencianas. Asimismo, colabora con la Biblioteca Valenciana Nicolau Primitiu y otras instituciones valencianas dedicadas a la conservación y difusión del patrimonio bibliográfico valenciano, organiza visitas e centros documentales y bibliográficos o mantiene una estrecha relación con otras asociaciones o sociedades bibliográficas. 

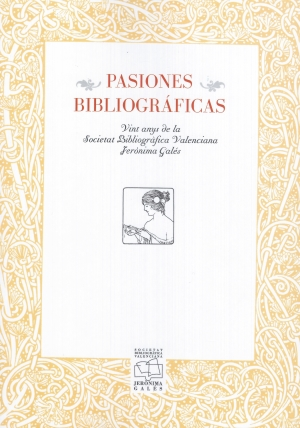
València: SBVJG, 2014

Desde 1994, la Societat ha publicado más de cincuenta ediciones facsimilares tanto de libros antiguos como de planos, carteles o grabados.  Ha organizado encuentros como las jornadas de bibliofilia realizadas en Valencia en marzo de 2014 y que culminaron con la publicación de una recopilación de la veintena de estudios presentados en las mismas titulado "Pasiones bibliográficas: Vint anys de la Societat Bibliogràfica Valenciana Jerònima Galés".

## Composición
Formada por casi un centenar de bibliófilos, cuenta entre sus presidentes de honor con Manuel Bas Carbonell, Carme Gómez-Senent Martínez, José Huguet y el Vicerectorat de Cultura i Societat Universitat de València. 
Tras la celebración del XXV aniversario de la Asociación, que tuvo lugar durante el año 2019, su presidente Rafael Solaz Albert, dejó el cargo.
Desde febrero del año 2020, la preside Aranzazu Guerola Inza.